# Psychotherapeut
Psychotherapeut ist eine Berufsbezeichnung für psychotherapeutisch tätige Ärzte und Psychologen mit einer auf dem Studium aufbauenden fachkundlichen Weiterbildung in Psychotherapie. Die Berufsbezeichnung ist in Deutschland, Österreich und der Schweiz gesetzlich geschützt. In Deutschland ist die Voraussetzung zur Führung der Berufsbezeichnung die Erlangung der Approbation im Sinne des Psychotherapeutengesetzes bzw. der Approbationsordnung für Ärzte. In Österreich können auch weitere Berufsgruppen mit einer Zulassung zur Ausübung der Heilkunde Psychotherapie ausüben. In der Schweiz ist die Psychotherapieausübung auf Ärzte und Psychologen beschränkt.
Psychotherapeuten diagnostizieren und behandeln psychische Krankheiten im Allgemeinen nach wissenschaftlichen Methoden. Die unterschiedlichen Krankheitsbilder und Forschungsschwerpunkte haben zur Entwicklung verschiedener wissenschaftlich anerkannter Psychotherapieverfahren geführt. Dies sind die Verhaltenstherapie, die Systemische Therapie, die Psychoanalyse (siehe auch analytische Psychotherapie), sowie die tiefenpsychologisch fundierte Psychotherapie.
Der Beruf des Psychotherapeuten gehört als freier Beruf zu den klassischen Kammerberufen, für die strenge standes- und berufsrechtliche Regelungen gelten. Angehörige der Berufsgruppe sind entweder in den Ärztekammern oder den Psychotherapeutenkammern der Länder organisiert.

## Rechtliche Regelungen

### Deutschland
In Deutschland sind die Bezeichnungen „Psychotherapeut“, „Psychologischer Psychotherapeut“ und „Kinder- und Jugendlichenpsychotherapeut“ durch das Strafgesetzbuch (§ 132a StGB) und das 1998 erlassene Psychotherapeutengesetz (§ 1 PsychThG) geschützt. Wer als ärztlicher oder psychologischer Psychotherapeut tätig werden will, muss zunächst ein Studium der Medizin oder Psychologie abgeschlossen haben. Bei Kinder- und Jugendlichenpsychotherapeuten wird auch ein Studium der Pädagogik oder der Sozialpädagogik anerkannt (galt bis 12/2019). Im Anschluss an das Studium muss zusätzlich eine Psychotherapieweiterbildung (bei Ärzten) bzw. -ausbildung (bei Psychologen) absolviert werden. Ärzte bekommen die entsprechende Anerkennung als Facharzt zum Beispiel für Kinder- und Jugendpsychiatrie und -psychotherapie, für Psychologen endet die Ausbildung mit dem Staatsexamen, woraufhin die Approbation beantragt werden kann. Heilpraktiker dürfen sich nicht einfach nur „Psychotherapeut“ nennen, sondern sind Heilpraktiker nur für Psychotherapie.
Ab dem Wintersemester 2020/2021 soll ein eigenständiger Studiengang der Psychotherapie angeboten werden, der in fünf Jahren zur Approbation führt und zur Aufnahme der Psychotherapeutenweiterbildung berechtigt. Aktuelle Psychologiestudierende und Psychologen können die Therapeutenausbildung nach altem Modell bis 2032 absolvieren. Der Gesetzgeber sehe für den neuen Studiengang zwar vor, dass sämtliche Richtlinienverfahren gelehrt und fortentwickelt werden sollten, doch geschehe das „im Augenblick kaum“, wie Jakob Müller und Cécile Loetz im August 2020 feststellten.

### Österreich
Das Recht zur Ausübung der Psychotherapie ist sowohl im österreichischen Ärztegesetz als auch im Psychotherapiegesetz geregelt. Die Berufsbezeichnung „Psychotherapeut“ ist gesetzlich geschützt. Eine unbefugte Führung bedeutet eine Verwaltungsübertretung. In Österreich besteht, anders als in Deutschland, jedoch keine Beschränkung auf spezifische Studiengänge wie Medizin oder Psychologie. So sind auch Krankenpfleger, Soziologen, Publizisten, Ehe- und Familienberater, Pädagogen, Philosophen, Theologen und Sozialarbeiter zur Ausbildung zugelassen. Wer nicht zu diesen Berufsgruppen zählt, kann einen Antrag auf Zulassung beim Bundesministerium für Gesundheit stellen.
Entscheidend für die Eintragung als Psychotherapeut ist der Abschluss einer zweistufigen Ausbildung, die mindestens fünf Jahre dauert und aus einem allgemeinen Teil, dem Psychotherapeutischen Propädeutikum, und einem Fachspezifikum besteht. Die Grundausbildung, das Propädeutikum, dauert etwa zwei Jahre. Danach kann das Fachspezifikum absolviert werden, das der Ausbildung in einer der anerkannten Methoden dient, und  – je nach Methode und Ausbildungseinrichtung – mindestens drei Jahre dauert. Die Ausbildungsdauer kann abhängig von der Psychotherapie-Fachrichtung (Methode) und der Ausbildungsinstitution die Mindestausbildungsdauer um bis zu acht Jahre übersteigen. Die Ausbildungskosten können je nach gewählter Methode und Ausbildungsinstitution rund 15.000 bis 45.000 Euro betragen.
In Österreich sind derzeit 23 wissenschaftliche psychotherapeutische Methoden anerkannt (im Unterschied zu Deutschland werden in Österreich nicht Verfahren – also „Methodenfamilien“ –, sondern einzelne Methoden zugelassen, was manchmal zu Missverständnissen führt). Die Krankenkasse kann die Kosten einer psychotherapeutischen Behandlung tragen.

### Schweiz
In der Schweiz sind Ärzte und Psychologen zur psychotherapeutischen Weiterbildung zugelassen. Mit einem entsprechenden Abschluss und einem eidgenössischen Titel darf Psychotherapie angeboten werden. Wenn ein Krankheitswert besteht, wird diese Leistung von der obligatorischen Grundversicherung übernommen (psychologische Psychotherapie erst seit 1. Juli 2022) und ansonsten in gewissem Umfang von der Zusatzversicherung. Ärztliche Psychotherapeuten dürfen nicht-ärztliche Therapeuten seit dem 31. Dezember 2022 nicht mehr anstellen (ehemals "delegierte Psychotherapie"). Aktuell erlauben nur gewisse Krankenkassen, dass ein Psychotherapeut in Weiterbildung über einen ausgebildeten Psychotherapeuten mit Fachtitel abrechnen kann.

## Psychologische Psychotherapeuten

### Rechtsbasis und Formen
Psychologische Psychotherapeuten behandeln psychische Störungen von Erwachsenen. Kinder und Jugendliche behandeln sie ohne zusätzliche Fachkunde und deshalb ohne sozialrechtliche Anerkennung als Kassenleistung. Kinder- und Jugendlichenpsychotherapeuten behandeln Kinder und Jugendliche bis zur Vollendung des 21. Lebensjahres, sind dafür spezifisch ausgebildet und behandeln daher mit sozialrechtlicher Anerkennung als Kassenleistung. Neben dem Psychotherapeutengesetz unterliegen die Psychologischen Psychotherapeuten den Heilberufsgesetzen der Länder.

### Ausbildung
Voraussetzung für eine Ausbildung zum psychologischen Psychotherapeuten ist ein erfolgreich absolviertes Universitätsstudium der Psychologie mit Diplom- oder Master-Abschluss. Im Anschluss erfolgt eine mindestens dreijährige bis fünfjährige Weiterbildung zum Psychologischen Psychotherapeuten nach dem Psychotherapeutengesetz (PsychThG), welche mit einer Approbationsprüfung endet. Danach kann die Zulassung zur eigenständigen Durchführung von Psychotherapie (Approbation) beantragt werden. Die Mindestausbildungszeit zum psychologischen Psychotherapeuten beträgt laut Psychotherapeutengesetz 3 Jahre in Vollzeit oder 5 Jahre in Teilzeit (§ 5 PsychThG). Die gesamte Ausbildungszeit einschließlich Psychologiestudium und nachfolgender Weiterbildung zum psychologischen Psychotherapeuten dauert durchschnittlich 12 Jahre. Psychologische Psychotherapeuten arbeiten in Kliniken oder in eigener Praxis. Sie können an der vertragsärztlichen Versorgung teilnehmen. Die Ausbildung erstreckt sich auf die Vermittlung von eingehenden Grundkenntnissen in wissenschaftlich anerkannten psychotherapeutischen Verfahren sowie auf eine vertiefte Ausbildung in einem der folgenden Verfahren:
- Psychoanalyse/analytische Psychotherapie,
- tiefenpsychologisch fundierte Psychotherapie,
- Verhaltenstherapie
- Systemische Therapie.

Die Ausbildung umfasst mindestens:
- 600 Behandlungsstunden praktische Ausbildung mit mindestens sechs Patientenbehandlungen unter mindestens 150 Stunden Supervision,
- 600 Stunden theoretische Ausbildung,
- 1.800 Stunden praktische Tätigkeit, davon 1.200 an einer psychiatrischen klinischen Einrichtung und 600 Stunden an einer von einem Sozialversicherungsträger anerkannten Einrichtung der psychotherapeutischen oder psychosomatischen Versorgung,
- 120 Stunden Selbsterfahrung (§ 5 Abs. 2 PsychTh-APrV).

Während der Psychotherapie-Ausbildung führt der Auszubildende die Bezeichnung „Psychotherapeut in Ausbildung“ (PiA). Die Mindestanforderungen an die Ausbildungen und das Nähere über die staatlichen Prüfungen sind auf Basis des Psychotherapeutengesetzes in der „Ausbildungs- und Prüfungsverordnung für Psychologische Psychotherapeuten“ geregelt. Die Ausbildung kann an universitär angebundenen Einrichtungen sowie an staatlich anerkannten privaten Ausbildungsinstituten absolviert werden. In der Regel bieten die Ausbildungsinstitute die Ausbildung in nur einem Verfahren an. Lediglich zwei Institute bieten die Ausbildung in allen zugelassenen Psychotherapieverfahren an. Die Ausbildungskosten, die von den Psychotherapeuten in Ausbildung selber zu tragen sind, betragen rund 20.000 bis 40.000 Euro.
Während der vorgeschriebenen praktischen Tätigkeit in einer psychiatrischen klinischen Einrichtung werden die Ausbildungsteilnehmer für ihre Tätigkeit meist nur gering vergütet. Dies wird unter anderem darauf zurückgeführt, dass Psychologen während der praktischen Tätigkeit in der Ausbildung mangels Approbation offiziell nicht selbstständig psychotherapeutisch handeln dürfen. In der Regel werden diese jedoch als vollwertige Mitarbeiter in der Versorgung psychisch Erkrankter eingesetzt. Inzwischen ergingen mehrere Gerichtsurteile gegen Kliniken, die Psychologen in Psychotherapie-Ausbildung während ihrer praktischen Tätigkeit eine Bezahlung verweigert hatten.

### Befugnisbereich
Die Tätigkeit von psychologischen Psychotherapeuten beschränkt sich nach dem Psychotherapeutengesetz auf die Feststellung, Heilung oder Linderung von Störungen mit Krankheitswert, bei denen Psychotherapie indiziert ist. So sind Psychologische Psychotherapeuten noch nicht berechtigt zu Tätigkeiten wie Medikamentenverordnung oder Arbeitsunfähigkeitsbescheinigungen. Mit Beschluss des Gemeinsamen Bundesausschusses (G-BA)  im Rahmen der Umsetzung des GKV-Versorgungsstärkungsgesetzes können Psychotherapeuten Leistungen wie Soziotherapie, Ergotherapie, psychiatrische häusliche Krankenpflege, psychotherapeutische Rehabilitationsmaßnahmen, Krankenhausbehandlungen sowie Krankentransporte verordnen.

## Ärztliche Psychotherapeuten
Zu unterscheiden sind die psychotherapeutischen Fachärzte (Facharzt für Psychosomatische Medizin und Psychotherapie, Facharzt für Psychiatrie und Psychotherapie sowie der Facharzt für Kinder- und Jugendpsychiatrie und -psychotherapie) von Fachärzten anderer Fachgebiete (z. B. Allgemeinmediziner, Internisten, Gynäkologen usw.) mit einer Zusatzbezeichnung „fachgebundene Psychotherapie“ oder „Psychoanalyse“. Ärzte mit „fachgebundener Psychotherapie“ dürfen in der gesetzlichen Krankenversicherung nur bei Erkrankungen psychotherapeutisch tätig werden, die in ihrem Fachgebiet liegen (ein Gynäkologe z. B. bei Vaginismus oder postpartaler Depression), sie haben im Anschluss an ihre Facharztweiterbildung eine zusätzliche Weiterbildung in Psychotherapie abgeschlossen.
Um Leistungen im Rahmen der gesetzlichen Krankenversicherung erbringen zu dürfen, müssen Ärzte eine Gebietsbezeichnung (Facharzt) erworben haben. Da die Weiterbildung zum Facharzt mindestens fünf Jahre dauert, umfasst die gesamte Aus- und Weiterbildungszeit zum vertragsärztlichen Psychotherapeuten mindestens 11 Jahre (6 Jahre Medizinstudium und 5 Jahre Facharztweiterbildung). Bis zur Umsetzung der im Jahr 2015 beschlossenen Befugniserweiterungen für approbierte Psychologische Psychotherapeuten waren z. B. Krankenhauseinweisungen sowie die Verordnung von medizinischen Rehabilitationen und Krankentransporten ausschließlich Medizinern vorbehalten. Diese Einschränkungen bestehen seit 2017 nicht mehr, jedoch dürfen Medikamentenverordnungen auch weiterhin ausschließlich von Ärzten vorgenommen werden.

## Kinder- und Jugendlichenpsychotherapeuten
Zur Ausbildung zum Kinder- und Jugendlichenpsychotherapeuten werden außer Diplom-/Master-Psychologen auch Diplom-/Master-Pädagogen, Diplom-/Master-Musiktherapeuten und Diplom-/Master-Sozialpädagogen zugelassen (galt bis 12/2019). Seit 1999 müssen sich Psychologen zwischen der Ausbildung zum Psychologischen Psychotherapeuten und zum Kinder- und Jugendlichenpsychotherapeuten entscheiden (im Rahmen der Übergangsregelungen des PsychThG war noch eine Doppelapprobation möglich).
Grundsätzlich besitzen auch Psychologische Psychotherapeuten die Erlaubnis zur Behandlung von Kindern und Jugendlichen im Rahmen ihrer Approbation, können diese aber, ohne zusätzliche Fachkunde, sozialrechtlich nicht als Kassenleistung erbringen. Für Psychologische Psychotherapeuten besteht aber die Möglichkeit, die Zusatzfachkunde (und damit die Abrechnungsgenehmigung) in Kinder- und Jugendlichentherapie zu erwerben.

## Begriffsabgrenzung

### Psychiater – Psychosomatiker – Psychologe – Psychotherapeut
Oft werden die Berufsbezeichnungen Psychiater, Psychologe, Psychosomatiker und Psychotherapeut verwechselt und fälschlich synonym verwendet. Diese Berufsgruppen sind jedoch sehr verschieden:
- Psychiater sind Ärzte mit der Gebietsbezeichnung Facharzt für Psychiatrie und Psychotherapie. Die Psychotherapie ist in Deutschland seit 1994 fester Bestandteil in der Weiterbildung zum Psychiater. Der Facharzt für Psychiatrie und Psychotherapie ist abzugrenzen von den beiden anderen psychotherapeutischen Fachärzten (dem Facharzt für Psychosomatische Medizin und Psychotherapie und dem Facharzt für Kinder- und Jugendpsychiatrie und Psychotherapie).
In Deutschland bekommen niedergelassene Psychiater (anders als Psychotherapeuten) ihr Honorar im Wesentlichen nicht nach Gesprächszeit bezahlt, sondern nach der Zahl ihrer Patienten pro Stunde.[34]
- Psychosomatiker sind Ärzte mit der Gebietsbezeichnung Facharzt für Psychosomatische Medizin und Psychotherapie. Sie beschäftigen sich insbesondere mit den Wechselwirkungen zwischen Psyche und Körper und haben eine umfassende psychotherapeutische Weiterbildung. Die frühere Bezeichnung des Facharztes für Psychosomatische Medizin und Psychotherapie war deshalb auch Facharzt für psychotherapeutische Medizin.
- Psychologen sind Personen, die ein Studium der Psychologie mit einem Diplom- oder Masterabschluss erfolgreich beendet haben. Der Begriff Psychologe ist rechtlich geschützt und darf nur von der zuvor genannten Personengruppe geführt werden.[35] Psychologen müssen eine Fachweiterbildung zum Psychotherapeuten an ihr Studium anschließen, wenn sie Psychotherapie ausüben wollen. Psychologen mit Diplom- bzw. Masterabschluss und klinischer Ausrichtung des Studiums erhalten ohne zusätzliche Prüfung die Heilerlaubnis für Psychotherapie nach dem Heilpraktikergesetz. Sie können aber auch auf zahlreichen anderen Berufsfeldern tätig werden (wie z. B. in der Wirtschaft, im Personalbereich, in der Forschung, als Verkehrspsychologe oder in Beratungsstellen).[36]
- Psychotherapeuten sind Ärzte oder Psychologen, die eine Zulassung zur Heilkunde besitzen (Approbation) und Psychotherapie im Sinne der ärztlichen Berufsordnung bzw. des Psychotherapeutengesetzes ausüben. Dies umfasst die Diagnose und Behandlung psychischer Störungen mit wissenschaftlich anerkannten Methoden.[37][38]

### Frühere bzw. auslaufende Berufsbezeichnungen
Bei Inkrafttreten der Weiterbildungsordnungen für Ärzte 1989 galten folgende Übergangsbestimmungen: Wer die Bezeichnung „Psychiater“ oder „Arzt für Psychiatrie“ oder „Arzt für Neurologie und Psychiatrie“ führte, konnte sie beibehalten. Auf Antrag erhielt er das Recht, die Facharztbezeichnung „Facharzt für Psychiatrie und Psychotherapie“ zu führen, wenn er die Zusatzbezeichnung „Psychotherapie“ führen durfte, die eine entsprechende Weiterbildung vorausgesetzt hat.
Wer die Facharztbezeichnung für „Kinder- und Jugendpsychiatrie“ und die Zusatzbezeichnung „Psychotherapie“ führte, erhielt auf Antrag das Recht, die Facharztbezeichnung „Kinder- und Jugendpsychiatrie und -psychotherapie“ zu führen. Wer die Subspezialisierungsbezeichnung Kinderneuropsychiatrie in Verbindung mit der Facharztbezeichnung Neurologie und Psychiatrie oder der Facharztbezeichnung Kinderheilkunde und außerdem die Bezeichnung Facharzt für Psychotherapie führte, erhielt auf Antrag das Recht, die Bezeichnung „Facharzt für Kinder- und Jugendpsychiatrie und -psychotherapie“ zu führen.
Wer die Zusatzbezeichnungen „Psychoanalyse“ oder „Psychotherapie“ führte, konnte sie beibehalten. Er erhielt auf Antrag das Recht, die Bezeichnung „Facharzt für Psychotherapeutische Medizin“ zu führen, wenn er nach Erwerb der Zusatzbezeichnung über einen Zeitraum von mindestens fünf Jahren überwiegend Psychotherapie ausgeübt hat.

## Kostenübernahme in Deutschland
Die Behandlungen von psychischen Störungen mit Krankheitswert durch einen Psychotherapeuten sind in der Regel ein Leistungsfall für die Krankenversicherung. Die Gebühren der Ärzte sind in der Gebührenordnung für Ärzte geregelt, die der Psychologischen Psychotherapeuten und der Kinder- und Jugendlichenpsychotherapeuten sind in der Gebührenordnung für Psychologische Psychotherapeuten und Kinder- und Jugendlichenpsychotherapeuten (GOP).

### Gesetzliche Krankenkassen
Psychotherapeuten, die in eigener Praxis arbeiten, haben oftmals eine Kassenzulassung als Vertragspsychotherapeut, d. h. eine Behandlung durch sie wird nach entsprechender Antragsstellung zur Kostenübernahme von den gesetzlichen Krankenkassen bezahlt. Diese Zulassung kann nach der Approbation und einem Eintrag ins Arztregister durch die Kassenärztliche Vereinigung erteilt werden. Für die Psychologischen Psychotherapeuten gibt es – ähnlich wie bei Ärzten – eine Bedarfsplanung, die festlegt, wie viele Therapeuten sich in einem Bezirk niederlassen dürfen. Daher ist in Bereichen mit ausreichender Versorgung eine Kassenzulassung nicht mehr möglich. Jedoch kann die Kassenzulassung von einem zugelassenen Psychotherapeuten, der seine Praxis aufgibt, erworben werden.
Ein Psychotherapeut kann zu Lasten der gesetzlichen Krankenversicherung im Regelfall bei vorliegender Genehmigung für die Personengruppe
- Erwachsene: ab dem vollendeten 18. Lebensjahr Patienten behandeln,
- Kinder- und Jugendliche: bis zum vollendeten 21. Lebensjahr Patienten behandeln, jedoch sollte vor Beginn einer Therapie absehbar sein, dass die Altersgrenze während der Therapie nicht überschritten wird.

Bei Vorliegen beider Genehmigungen kann er Kinder- und Jugendliche und Erwachsene durchgängig behandeln.
Im Durchschnitt warten Patienten in Deutschland drei Monate auf ein Erstgespräch mit einem Therapeuten und drei weitere Monate auf den Beginn ihrer Behandlung. Dies ist im Einzelfall von der Situation der zu behandelnden Person abhängig, da sich – ähnlich wie bei Fachärzten – auch Psychotherapeuten auf bestimmte Gebiete spezialisieren (z. B. Drogensucht, Gewalterfahrung, sexueller Missbrauch). Daher ist es manchmal schwierig, einen Termin bei dem entsprechenden Spezialisten zu bekommen. Auch kommt es in manchen Städten zu einem Überangebot an Therapeuten, während einige ländliche Gebiete unterversorgt sind. Alternativ bieten die Krankenkassen auch stationäre Therapien in entsprechenden Kliniken an.
Bei den gesetzlichen Krankenkassen gilt die Kostenübernahme nur für Behandlungen, die der Psychotherapierichtlinie entsprechen. Diese umfassen Behandlungs- und Antragsmodalitäten und die Einschränkung auf bislang vier zugelassenen Therapieverfahren. Nicht dazu zählt u. a. die Gesprächspsychotherapie. Sie wird dementsprechend von den gesetzlichen Krankenkassen nicht bezahlt.

### Privatbehandlung
Private Krankenversicherungen übernehmen psychotherapeutische Behandlungen im Rahmen des individuellen Versicherungsvertrags. Der Bundesgerichtshof verneint eine Deckungspflicht, wenn die Allgemeinen Versicherungsbedingungen keine Regelung dazu enthalten.

## Berufsgruppen in der ambulanten Versorgung
Die folgende Tabelle zeigt für das Jahr 2011, wie viele Angehörige der jeweiligen Berufsgruppen an der ambulanten psychotherapeutischen Versorgung gesetzlich Versicherter beteiligt waren (Leistungen aus Kapitel 35 des Einheitlichen Bewertungsmaßstabs – psychosomatische Leistungen, psychotherapeutische Leistungen und Psychodiagnostik). Zu beachten ist, dass bei einigen Berufsgruppen – Fachärzte für Psychiatrie und Psychotherapie, Fachärzte für Neurologie und Fachärzte für Nervenheilkunde, sowie die Hausärzte – die einzelnen Angehörigen in nur geringem Maße psychotherapeutische Leistungen erbringen, während psychologische und ärztliche Psychotherapeuten, Fachärzte für Psychosomatische Medizin und Psychotherapie sowie Kinder‐ und Jugendlichenpsychotherapeuten fast ausschließlich psychotherapeutische Leistungen erbringen.
| Fachbezeichnung                                                | Anzahl |
| -------------------------------------------------------------- | ------ |
| Psychologische Psychotherapeuten                               | 13.740 |
| Kinder‐ und Jugendlichenpsychotherapeuten                      | 2.364  |
| Fachärzte für Psychosomatische Medizin und Psychotherapie      | 2.316  |
| Fachärzte für Nervenheilkunde                                  | 1.226  |
| Ärztliche Psychotherapeuten                                    | 2.316  |
| Fachärzte für Psychiatrie und Psychotherapie                   | 1.557  |
| Fachärzte für Neurologie                                       | 515    |
| Fachärzte für Kinder‐ und Jugendpsychiatrie und Psychotherapie | 696    |
| Hausärzte                                                      | 35.331 |